# Hamburger Vergleich (1693)
Der Hamburger Vergleich vom 29. Septemberjul. / 9. Oktober 1693greg. war eine in Hamburg geschlossene Vereinbarung zwischen Dänemark und dem Fürstentum Lüneburg.
Der Vergleich beendete die Auseinandersetzungen um die im Zuge der Besitzergreifung des Herzogtums Sachsen-Lauenburg durch Herzog Georg Wilhelm von Braunschweig-Lüneburg vorgenommene Befestigung der Stadt Ratzeburg. Der dänische König Christian V. hatte diese als eine gegen die dänischen Interessen in Holstein gerichtete Provokation angesehen und die Stadt Ende August 1693 belagert und weitgehend zerstört. 
Im Vergleich verpflichtete sich Herzog Georg Wilhelm dazu, die (ohnehin durch die Belagerung zerstörte) Befestigung zu schleifen und nur eine kleine Garnison in der Stadt zu behalten. Die Dänen verpflichteten sich, ihre Truppen zurückzuziehen und auf jede weitere Einmischung in der lauenburgischen Erbauseinandersetzung zu verzichten.